# 756
سنة 756 م كانت سنة كبيسة تبدأ يوم الخميس (الرابط يظهر نموذج التقويم الكامل للسنة) من التقويم اليولياني. بدأت تسمية السنة ب756 منذ العصور الوسطى المبكرة، عندما أصبح تقويم أنو دوميني هو الأسلوب السائد في أوروبا لتسمية السنوات.

## مواليد
- إبراهيم بن الأغلب مؤسس الإمارة الأغلبية

## وفيات
- أيستولف ملك اللومبارد
- الإمبراطور شومو
- سنباذ المجوسي